# Eugenia vigiensis
Eugenia vigiensis är en myrtenväxtart som beskrevs av Ignatz Urban. Eugenia vigiensis ingår i släktet Eugenia och familjen myrtenväxter.
Artens utbredningsområde är Haiti. Inga underarter finns listade i Catalogue of Life.